# Поливитаминные препараты

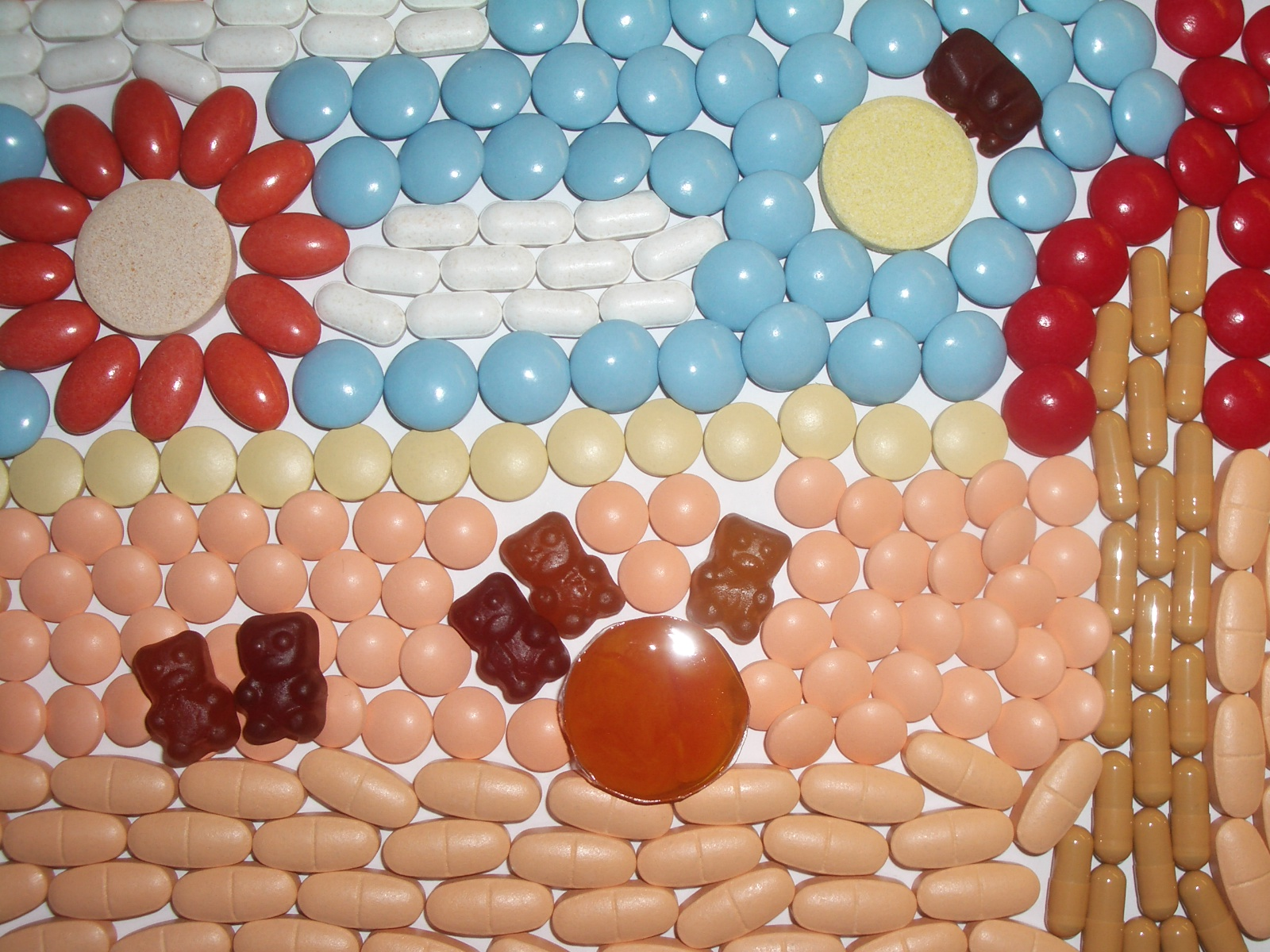
Различные формы выпуска поливитаминных препаратов

Поливитами́нные препара́ты (также именуемые му́льтивитаминами, от лат. multi — «много» + «витамины») — медицинские препараты, содержащие в одном объёме, рассчитанном на единоразовый приём (таблетке, капсуле, водорастворимой таблетке и др.) два и более витамина. Многие препараты содержат некоторые неорганические вещества (микроэлементы, «минералы») и могут называться витаминно-минеральными комплексами. Состав и количество витаминов и минералов в одной таблетке (дозе) варьируется в зависимости от назначения препарата.

## Формы выпуска поливитаминных препаратов
- Таблетки
- Капсулы
- Драже
- Гранулы

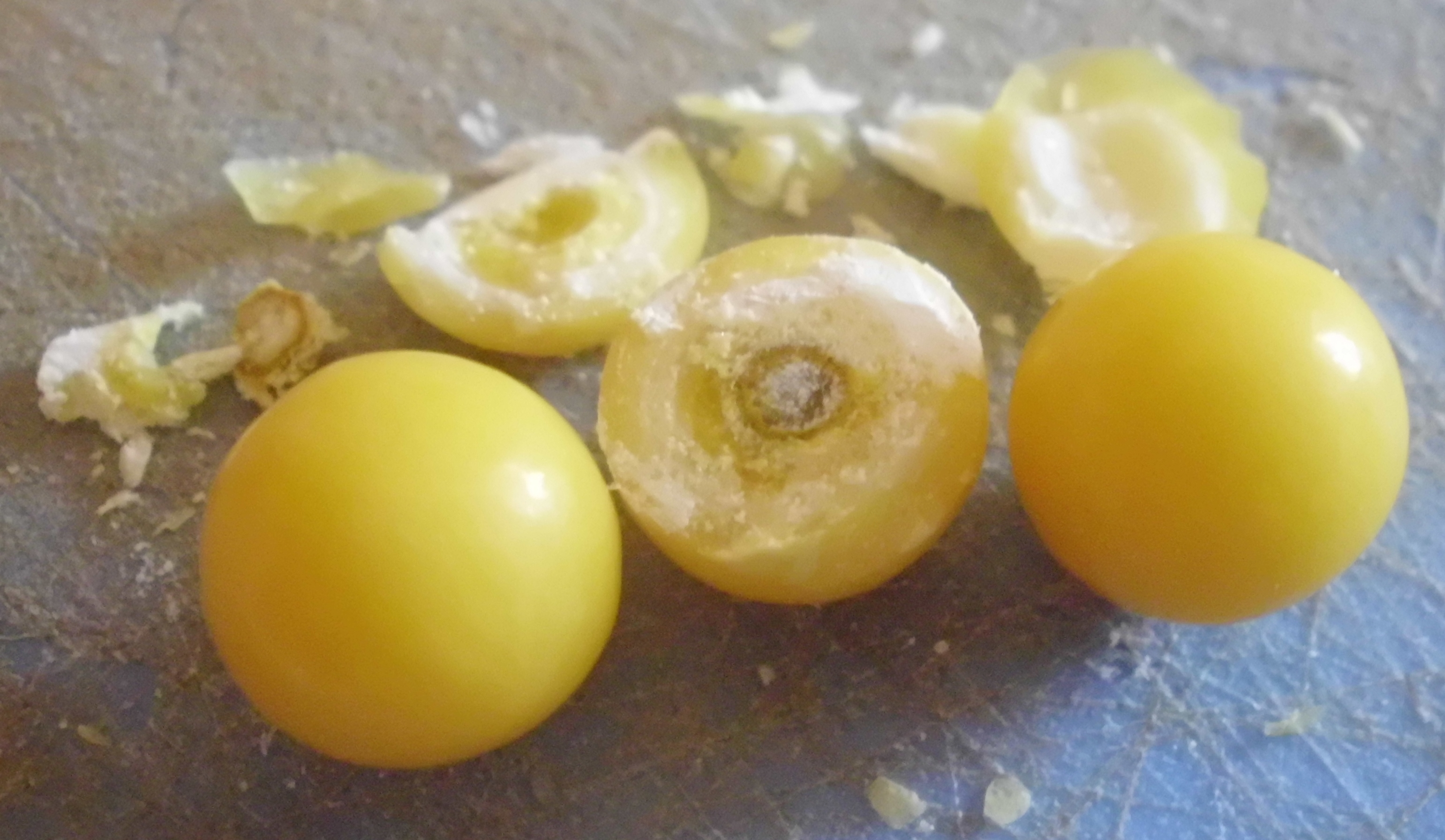
Поливитаминный препарат «Гексавит» в виде драже

- Ампулы для внутримышечного введения
- Сироп
- Порошок, поставляемый в больших упаковках, а также расфасованный в пакетики для однократного приёма
- Водорастворимые ("шипучие") таблетки

## Использование
Для определенных групп людей, и в особенности для людей пожилого возраста, включение в диету дополнительных витаминов и минералов может положительно влиять на здоровье. Люди с несбалансированным или неполноценным питанием, а также на ограничивающих диетах также могут включать подобные добавки в своей рацион. Потребности пожилых людей и беременных женщин могут существенно отличаться от обычных потребностей взрослого человека, и им тоже могут быть назначены поливитаминные препараты.  Как правило, во время беременности врачи советуют избегать приёма поливитаминных препаратов, в особенности содержащих витамин A (при отсутствии рекомендации лечащего врача). Тем не менее NHS (Великобритания) рекомендует 10 мкг витамина D в день на протяжении всей беременности и грудного вскармливания, а также 400 мкг фолиевой кислоты в день во время первого триместра беременности. Некоторым беременным могут быть показаны железо, витамин C или кальций, но только по назначению врача.
В 1999-2000 опрос состояния питания в США показал, что 52% взрослого населения США принимали как минимум одну диетическую добавку на протяжении последнего месяца, а 35% постоянно используют поливитаминные добавки. Статистически женщины принимают поливитамины чаще мужчин, более взрослые чаще более молодых, люди с высоким уровнем образования чаще людей с низким уровнем образования. Также люди, принимающие поливитаминные препараты, чаще придерживаются более здорового питания.

## Меры предосторожности
Каждый компонент в составе поливитаминных препаратов обычно содержится в дозировке, отвечающей тому, что принято считать приводящим к наилучшему влиянию на здоровье в больших группах людей.

Колоколообразная кривая зависимости влияния на здоровье от дозы

Польза для здоровья витаминов описывается двухфазной кривой "доза-эффект", соответствующей нормальному распределению, область в середине которой соответствует безопасному количеству, а края - дефициту и отравлению. Например Управление по санитарному надзору за качеством пищевых продуктов и медикаментов США рекомендует взрослым на 2000-калорийной диете принимать между 60 и 90 миллиграммами витамина C в день. Это середина колокола. 2000 мг в день является верхней допустимой границей для взрослых, эта дозировка считается потенциально опасной.
Такие стандартные дозировки могут не совпадать с оптимальными для некоторых конкретных групп людей, таких как дети, беременные женщины, люди с некоторыми заболеваниями или принимающие определенные медикаменты. 
В особенности беременные женщины должны советоваться со специалистом перед приёмом любых поливитаминных препаратов: например избыток или недостаток витамина A может привести к дефектам плода. Долгий прием бета-каротина, витамина A и витамина E может сокращать жизнь и увеличивать риск рака легких у курильщиков (в особенности у тех, кто курит более 20 сигарет в день), бывших курильщиков, людей повергавшихся воздействию асбеста, а также тех, кто принимает алкоголь. Препараты многих известных брендов содержат дозы витаминов и минералов, превышающие рекомендуемые суточные.
Состояния тяжелого витаминного дефицита требуют медицинского вмешательства и могут почти не поддаваться лечению поливитаминными препаратами. В таких ситуациях применяются специальные витаминные или минеральные препараты с намного большими концентрациями необходимых веществ.
Прием поливитаминов в большом количестве может вызывать острое отравление из-за токсичности определенных элементов, главным образом железа. Хотя кроме препаратов железа, отравление которым может быть смертельным для детей, отравление при передозировке витаминов наступает очень редко. Риск развития острых побочных эффектов от передозировки минеральных препаратов также очень небольшой. Существуют строгие ограничения по приёму витамина A для беременных, которые учтены в составах поливитаминов для будущих мам.
Общий совет сформулированный Harvard School of Public Health в 2008 году в руководстве по здоровому питанию звучит так: поливитаминные препараты не должны заменять здорового питания или использоваться для компенсации нездорового питания. В 2015 году USPSTF проанализировала данные исследований, включающих в себя около 450 тысяч людей. Анализ не выявил явных доказательств того, что поливитаминные препараты предотвращают рак, сердечно-сосудистые заболевания, помогают людям прожить дольше или «делают их здоровее хотя бы в каком-то смысле».

## Исследования

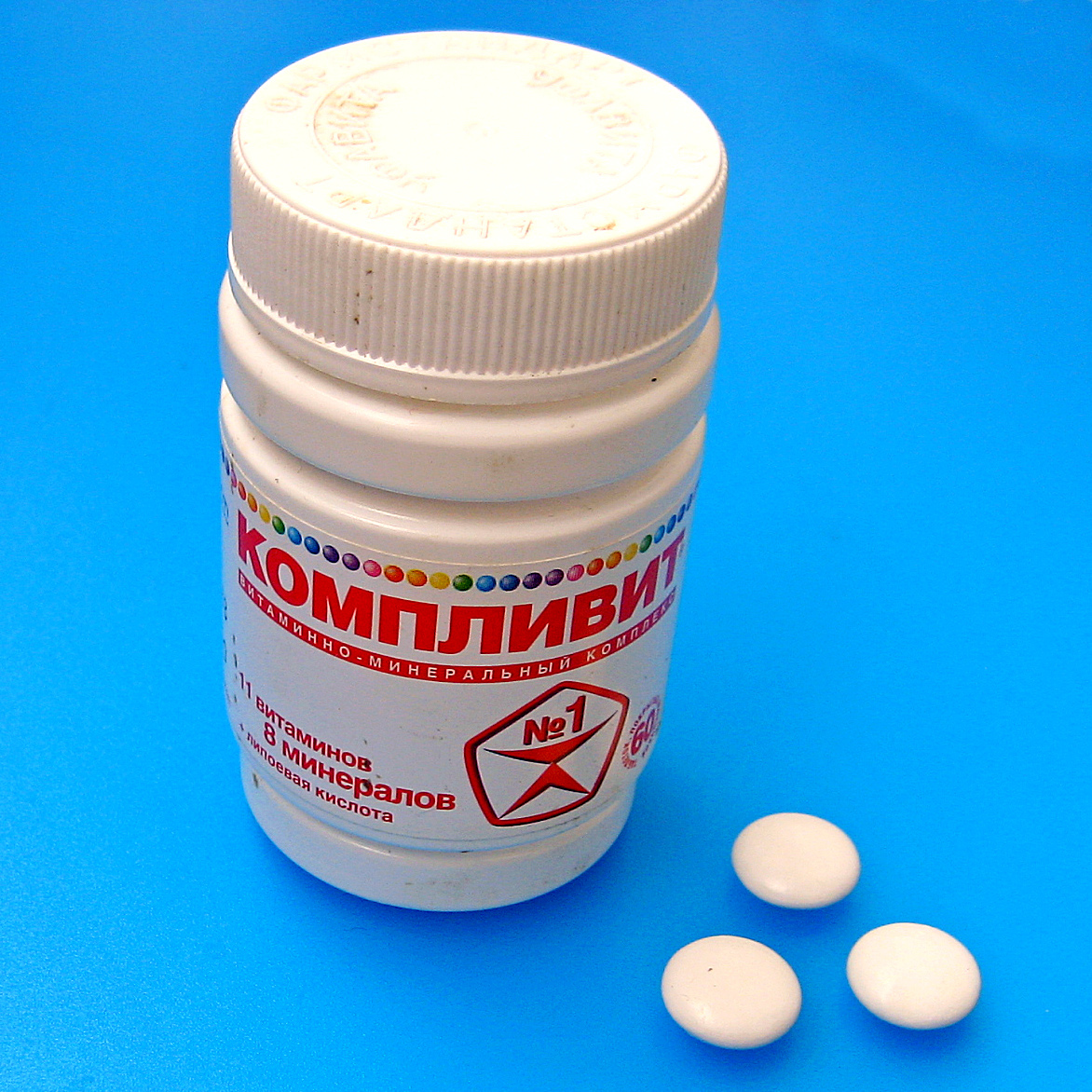
Поливитамины «Компливит»

Если все меры предосторожности соблюдены, а дозировки компонентов препарата подобраны в соответствии с тем, что считается правильным для детей, беременных женщин и медицинского статуса, прием поливитаминов в общем безопасен, но до сих пор продолжаются исследования того, какое влияние на здоровье имеет приём таких препаратов.  
В основном сведения о влиянии поливитаминов на здоровье получены в проспективных когортных исследованиях, которые оценивают разницу в показателях состояния здоровья между группами, которые принимают поливитаминные препараты и теми, которые не принимают. Корреляции между приемом поливитаминов и здоровьем, найденные в таких исследованиях, могут быть связаны не с самими витаминами, но отражать характеристики людей, которые принимают поливитамины. Например, предполагается, что потребители поливитаминов могут иметь больше заболеваний, которые провоцируют их принимать поливитамины (если приём поливитаминных комплексов отрицательно коррелирует с состоянием здоровья по данным проспективных когортных исследований). С другой стороны, также предполагается, что потребители поливитаминов могут изначально более внимательно относиться к своему здоровью (если исследование показывает положительную корреляцию со здоровьем). Для решения этой проблемы также были проведены рандомизированные двойные слепые исследования.

### Когортные исследования
В феврале 2009 исследование, проведенное на 161808 постклимактерических женщинах Women's Health Initiative, заключило, что после 8 лет наблюдений «использование поливитаминов имеет небольшое или не имеет вообще никакого влияния на риск развития рака, сердечно‑сосудистых заболеваний или общей смертности». Другое исследование, проведенное Journal of Clinical Oncology показало, что использование поливитаминов во время химиотерапии при лечении рака толстой кишки 3 стадии не имело никакого эффекта на исход лечения. Очень большое проспективное когортное исследование, проведенное в 2011 году, включающее в себя более 180 тысяч участников, не обнаружило значимой связи между приемом поливитаминов и смертностью от всех причин. Также исследование не выявило связи между использованием поливитаминов и риском сердечно‑сосудистых заболеваний или рака.

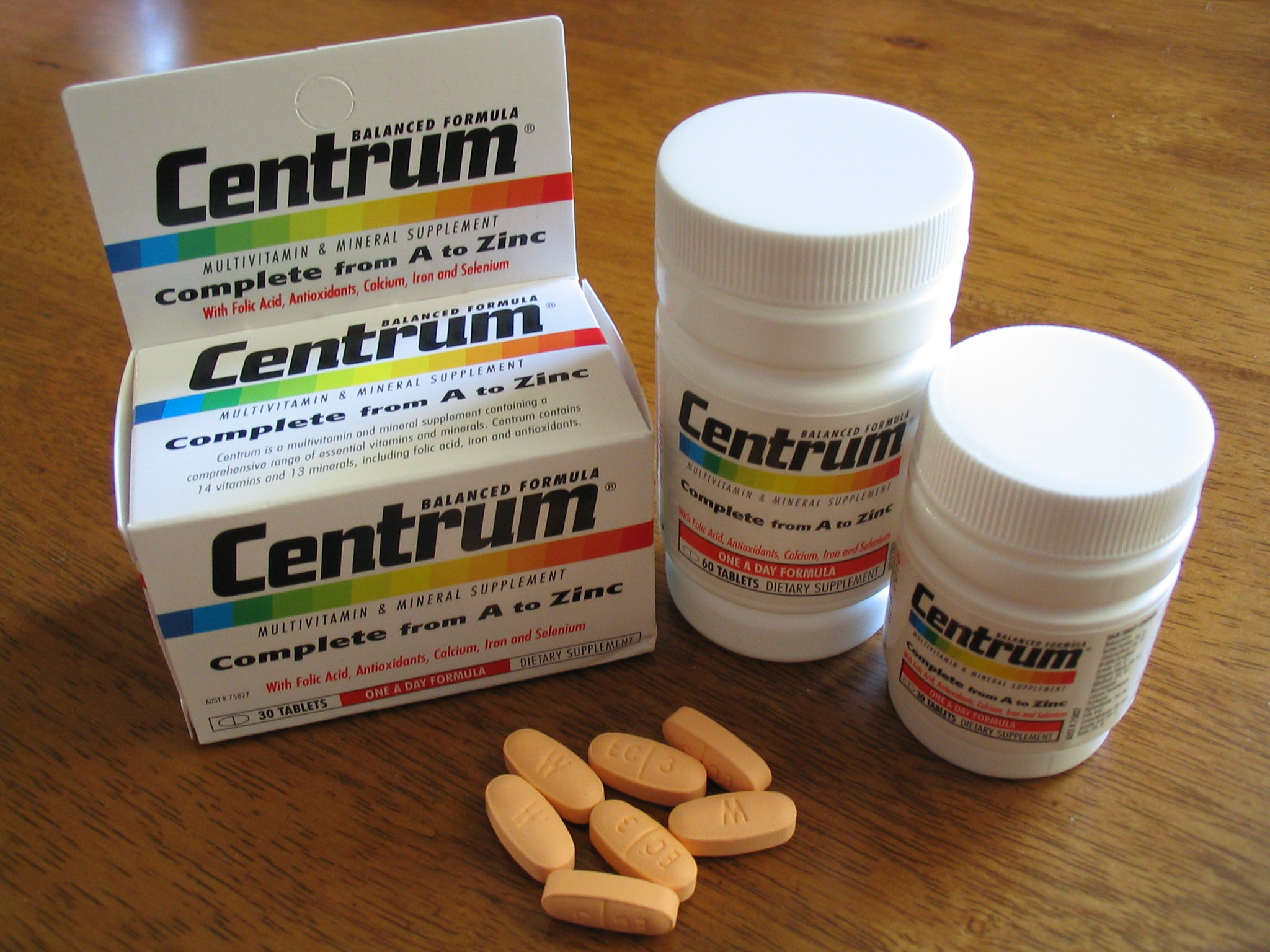
Центрум - поливитамины, произведенные компанией Pfizer, которые были использованы при проведении Physicians' Health Study II.

Когортное исследование, которое было широко освещено в прессе, называлось Physicians' Health Study II (PHS-II). PHS-II - это двойное слепое исследование проведенное на 14 641 враче мужского пола в США изначально в возрасте 50 лет и старше (средний возраст 64,3) с 1997 до 1 июня 2011 года. Общее время наблюдения составило 11 лет. Исследование сравнивало заболеваемость раком (за исключением не меланомного рака кожи) в группах участников, ежедневно принимающих поливитамины (Центрум Сильвер, компании Pfizer) и плацебо. По сравнению с плацебо, мужчины принимающие поливитамины имели небольшое, но статистически значимое уменьшение в их заболеваемостью раком. В абсолютных цифрах разница составила 1,3 раковых диагноза на 1000 лет жизни. Отношение рисков для ракового диагноза составило 0,92 c 95% доверительным интервалом 0,86 - 0,998 (P = 0,04). Это означает выгоду между 14% и 2% поливитаминов по отношению к плацебо с вероятностью 95%. Никаких значимых эффектов не было найдено как для отдельных видов рака, так и для смертности от рака. Как было отмечено в редакционной статье в том же номере журнала Американской медицинской ассоциации, исследователи не наблюдали никакой разницы в эффекте в независимости от того, принимали ли участники исследования поливитамины или плацебо, что снижает зависимость доза-реакция. В той же редакторской статье обращают внимание, что в исследовании неправильно решена проблема множественного сравнения, так как авторы отказались исследовать все 28 возможных видов зависимостей, статья утверждает, что если это проделать, то результат перестанет быть статистически значимым.
В том же самом исследовании PHS-II ученые заключили, что ежедневное использование поливитаминов не имело никакого влияния на уменьшение частоты сердечных приступов, инфаркта миокарда, инсульта и любых других сердечно-сосудистых заболеваний.

### Систематические обзоры и метаанализ
Один крупный метаанализ был опубликован в 2011, он включает в себя все предшествующие когортные исследования и исследования случай-контроль. Он заключил, что прием поливитаминов не имеет значимой корреляции с риском заболеваемости раком груди. Он замечает, что одно шведское когортное исследование выявило такую зависимость, но если рассматривать его вместе со всеми подобными исследованиями, то корреляция не является статистически значимой. В 2012 в Journal of Alzheimer's Disease был опубликован метаанализ десяти рандомизированных плацебо-контролируемых исследований, который показал, что ежедневный прием поливитаминов может улучшать мгновенную память, но не влияет ни на какие другие когнитивные показатели.
Еще один метаанализ, опубликованный в 2013, показал, что поливитаминные комплексы не имеют никакого влияния на общий риск смертности; другой вышедший в 2013 систематический обзор заключил, что поливитаминные добавки не увеличивают риск смертности и могут слегка уменьшать его. В 2014 метаанализ сообщает, что есть существенные доказательства в пользу роли поливитаминных препаратов в уменьшении риска возрастной катаракты. Метаанализ 2015 года заключил, что положительный результат в исследовании влияния витаминов на риск заболевания раком, полученный в Physicians' Health Study II (обсуждался выше) не должен быть пересмотрен, несмотря на нейтральные результаты других исследований.

### Экспертные доклады
В 2006 доклад Agency for Healthcare Research and Quality заключил, что регулярное дополнение питания поливитаминными препаратами на протяжении нескольких лет не имеет значительного эффекта для предотвращения рака, сердечно-сосудистых заболеваний, катаракты, возрастной макулодистрофии или когнитивных расстройств. Тем не менее в докладе подчеркивается, что поливитамины имеют положительное влияние на некоторые группы людей, например людей с неполноценным питанием, а также что витамин D и кальций могут помочь предотвратить переломы у старых людей, и что цинк и антиоксиданты могут помочь предотвратить макулодистрофию в группах людей с высоким риском этого заболевания.
Кокрейновский доклад посвященный возрастной макулодистрофии сообщает, что приём витамина E или бета-каротина не предотвращает и не отсрочивает начало возрастной макулодистрофии.
Harvard School of Public Health сообщает, что «большинство людей питается далеко не самым здоровым образом, поэтому поливитамины могут помочь восполнить пробелы и иметь какое-то влияние на здоровье».
Управление диетических добавок в США, которое является ветвью национальных институтов здравоохранения США, полагает, что поливитамины могут быть полезны некоторым людям с определенными проблемами со здоровьем (например, макулодистрофия). Тем не менее, управление заключило, что большинство здоровых людей, употребляющих поливитаминные добавки, не снижают свои шансы заболеваемости раком, сердечно-сосудистыми болезнями или диабетом. Основываясь на настоящих исследованиях невозможно порекомендовать отказ от или назначение приема поливитаминных препаратов, чтобы оставаться здоровым дольше.